# The Wild West Show

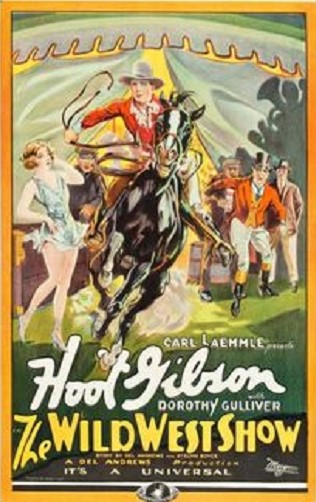
Affiche du film.

The Wild West Show est un western américain réalisé par Del Andrews, sorti en 1928.

## Synopsis
Bill Rodeo et ses complices décident de bloquer le cirque d'une petite ville jusqu'à ce que les chevaux s'emballent, donnant à Bill l'occasion de sauver Ruth Hinson, la fille du propriétaire du cirque, l'héroïne du numéro. Ruth explique à Bill que le cirque est en difficulté financière et que son père souhaite qu'elle épouse Alexander, son associé, qui a promis de remettre le spectacle à flot dès qu'elle l'épousera. Bill et ses complices rassemblent une foule venue de la campagne pour assister au spectacle du lendemain, lorsque Ruth doit s'envoler en montgolfière. Bill voit le ballon, qui a lâché ses amarres, s'envoler. Il se précipite à son secours et attache la corde qui pend à sa selle. Il est dégoûté lorsqu'il découvre qu'il a sauvé en fait Zella, la lanceuse de couteaux, qui est montée dans le ballon par accident. Bill rejoint alors le cirque en tant qu'homme à tout faire, afin de rester près de Ruth. Il s'attire l'hostilité d'Alexander, qui complote avec ses hommes de main pour voler l'argent de l'entrée et incriminer Bill. Ruth, qui découvre le complot d'Alexander, prévient Bill, qui, avec l'aide du shérif, prend Alexander en flagrant délit. Une tornade dévastatrice frappe le cirque, emportant le chapiteau principal alors que Ruth fait un numéro de trapèze. Bill parvient à la sauver juste avant l'accident.

## Fiche technique
- Réalisation : Del Andrews
- Scénario : Isadore Bernstein, John B. Clymer d'après Hey, Rube! de Del Andrews et St. Elmo Boyce
- Producteur : Carl Laemmle
- Photographie : Harry Neumann
- Montage : Harry Marker
- Genre : Western[2]
- Production : Universal Pictures[3]
- Distributeur : Universal Pictures
- Durée : 6 bobines
- Date de sortie : 20 mai 1928

## Distribution
- Hoot Gibson : Rodeo Bill
- Dorothy Gulliver : Ruth Henson
- Allan Forrest : Alexander
- Gale Henry : Zella
- Monte Montague : Bill's Sidekick
- Roy Laidlaw :  Joe Henson
- John Hall : Sheriff